# Даніела Ульбінґ
Даніела Ульбінґ (27 лютого 1998 , Філлах, Каринтія ) — австрійська сноубордистка, срібна призерка Олімпійських ігор 2022 року, чемпіонка світу.

## Олімпійські ігри
| Рік  | Місто                     | ПГС |
| ---- | ------------------------- | --- |
| 2018 | Пхьончхан, Південна Корея | 7   |
| 2022 | Пекін, Китай              | 2   |

## Чемпіонат світу
| Рік  | Місто                  | ПС | ПГС |
| ---- | ---------------------- | -- | --- |
| 2017 | Сьєрра-Невада, Іспанія | 1  | 7   |
| 2019 | Парк-Сіті, США         | 32 | 10  |
| 2021 | Рогла, Словенія        | 24 | 12  |
| 2023 | Бакуріані, Грузія      |    | 2   |